# 広島大学大学院統合生命科学研究科
広島大学大学院統合生命科学研究科（ひろしまだいがくだいがくいんとうごうせいめいかがくけんきゅうか）は広島大学大学院に設置されている大学院の研究科。農学・理学・生命科学・生物工学・医科学という従来的な学問分野において、生物学や生命科学などの幅広いスペクトルを教育効果や現代社会のニーズの観点を考慮して分類し、理論および応用を教育・研究する。

## 構成
- 統合生命科学専攻
  - 学術院生物工学ユニット
    - 生物工学プログラム

  - 学術院農学ユニット
    - 食品生命科学プログラム
    - 生物資源科学プログラム

  - 学術院生物環境基礎生物学
    - 基礎生物学プログラム

  - 学術院生命科学ユニット
    - 生命環境総合科学プログラム
    - 数理生命科学プログラム

  - 学術院生命医科学ユニット
    - 生命医科学プログラム

## 変遷
広島大学は2016年に学術院・ユニットを創設。学術院生物・生命科学分野に農学、生物工学、生物環境
基礎生物学、生命科学、生命医科学、生命薬科学、生命歯科学、の各ユニットに大学教員は所属することになった。
2019年に大学院統合生命科学研究科を新設。上記ユニットのうち農学、生物工学、生物環境基礎生物学、生命科学と、生命医科学の一部ユニットに所属する教員、既存の先端物質科学研究科、生物圏科学研究科、総合科学研究科、理学研究科の4研究科の7専攻（一部を含む）を再編して改組。これにより生物圏科学研究科は、学生募集を停止した。
生物圏科学研究科は食品生命科学プログラム、生物資源科学プログラム、生命環境総合科学プログラムに再編。理学研究科生物科学専攻は、統合生命科学研究科の基礎生物学プログラムと生命医科学プログラムに再編。生物工学プログラムや基礎生物学プログラム、生命医科学プログラムは先端物質科学研究科などから再編。 
旧理学研究科・数理分子生命理学専攻から数理生命科学プログラムに再編。